# Orlandina Basket 2011-2012
L'Orlandina Basket 2011-2012 prende parte al campionato di Divisione Nazionale A. Sponsorizzata dall'Upea, conclude terza nella Divisione Sud Ovest ed esce ai quarti dei play-off per la promozione.
Mancata la promozione sul campo, l'Orlandina ottiene comunque il ripescaggio nella categoria superiore, la Legadue a completamento degli organici.

## Verdetti stagionali
- Divisione Nazionale A (Divisione Sud-Ovest):
  - stagione regolare: 3º posto su 6 squadre (20-14);
  - playoff: eliminazione ai quarti di finale dal Basket Recanati (1-2).

## Roster
| Giocatori |
| --------- |

|    | Naz.              | Ruolo | Sportivo             | Anno | Alt. |  |  |
| -- | ----------------- | ----- | -------------------- | ---- | ---- |  |  |
| 4  | Italia (bandiera) | P     | Filippo Alessandri   | 1989 | 190  |  |  |
| 7  | Italia (bandiera) | P     | Tomas Caula          | 1992 | 188  |  |  |
| 9  | Italia (bandiera) | AG    | Andrea Benevelli     | 1985 | 202  |  |  |
| 11 | Italia (bandiera) | A     | Nicholas Crow        | 1989 | 200  |  |  |
| 13 | Italia (bandiera) | G     | Gionata Zampolli     | 1985 | 188  |  |  |
| 14 | Italia (bandiera) | C     | Nicolò Damiani       | 1990 | 202  |  |  |
| 16 | Italia (bandiera) | A     | Luca Sgrò            | 1993 | 197  |  |  |
| 19 | Italia (bandiera) | C     | Francesco Pellegrino | 1991 | 211  |  |  |
| 20 | Italia (bandiera) | G     | Fabio Zanelli        | 1976 | 196  |  |  |

| Staff tecnico                                                |
| ------------------------------------------------------------ |
| Allenatore: Giovanni Perdichizzi                             |
| Assistente: Antonino Coppolino                               |
| Assistente: Daniel Joseph Mills                              |
| Medici: Sabatino Carianni, Salvatore Trifilò, Andrea Giuffrè |
| Preparatore atletico: Giuseppe Ferrarotto                    |
| Fisioterapista: Francesco Vitale                             |
| Massofisioterapista: Donato Fardella                         |

| Giocatori acquisiti a stagione in corso |
| --------------------------------------- |

|    | Naz.              | Ruolo | Sportivo                    | Anno | Alt. | Peso |  |
| -- | ----------------- | ----- | --------------------------- | ---- | ---- | ---- |  |
| 6  | Italia (bandiera) | P     | Davide Bonacini (da feb.)   | 1990 | 190  |      |  |
| 15 | Italia (bandiera) | C     | Luca Bisconti (da gen.)     | 1982 | 206  |      |  |
| 8  | Italia (bandiera) | G     | Michele Cardinali (da ott.) | 1978 | 190  |      |  |

| Giocatori ceduti a stagione in corso |
| ------------------------------------ |

|    | Naz.                 | Ruolo | Sportivo                         | Anno | Alt. | Peso |  |
| -- | -------------------- | ----- | -------------------------------- | ---- | ---- | ---- |  |
| 15 | Italia (bandiera)    | AG    | Thomas De Min (fino a gen.)      | 1986 | 203  |      |  |
| 5  | Italia (bandiera)    | G     | Simone Casati (fino a gen.)      | 1991 | 192  |      |  |
| 12 | Argentina (bandiera) | P     | Pablo Albertinazzi (fino a nov.) | 1978 | 178  |      |  |
|    | Italia (bandiera)    | G     | Massimo Vigorita (fino a ott.)   | 1993 | 184  |      |  |